# Rueda de desplazamiento

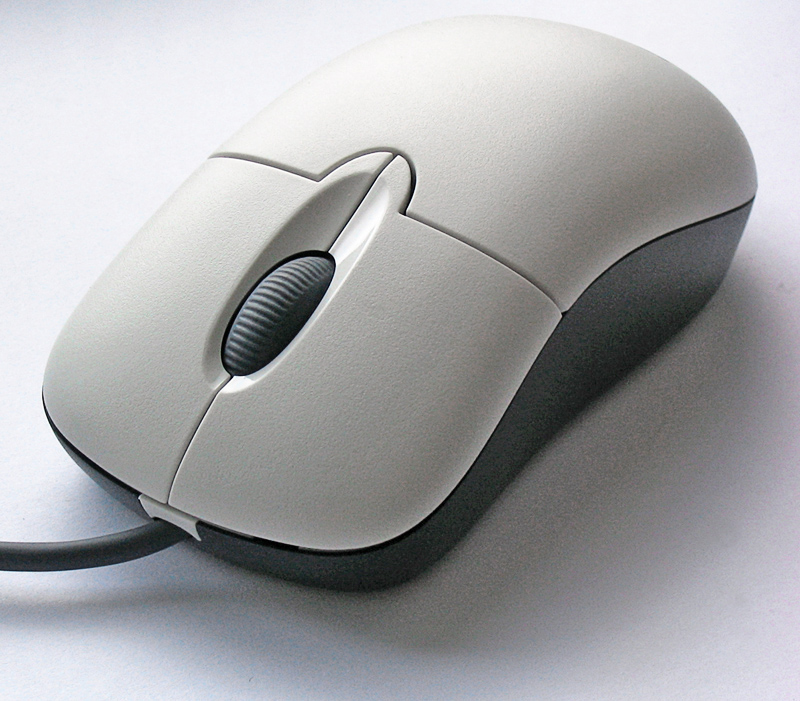
Ratón con rueda de desplazamiento, ubicado como botón "central".

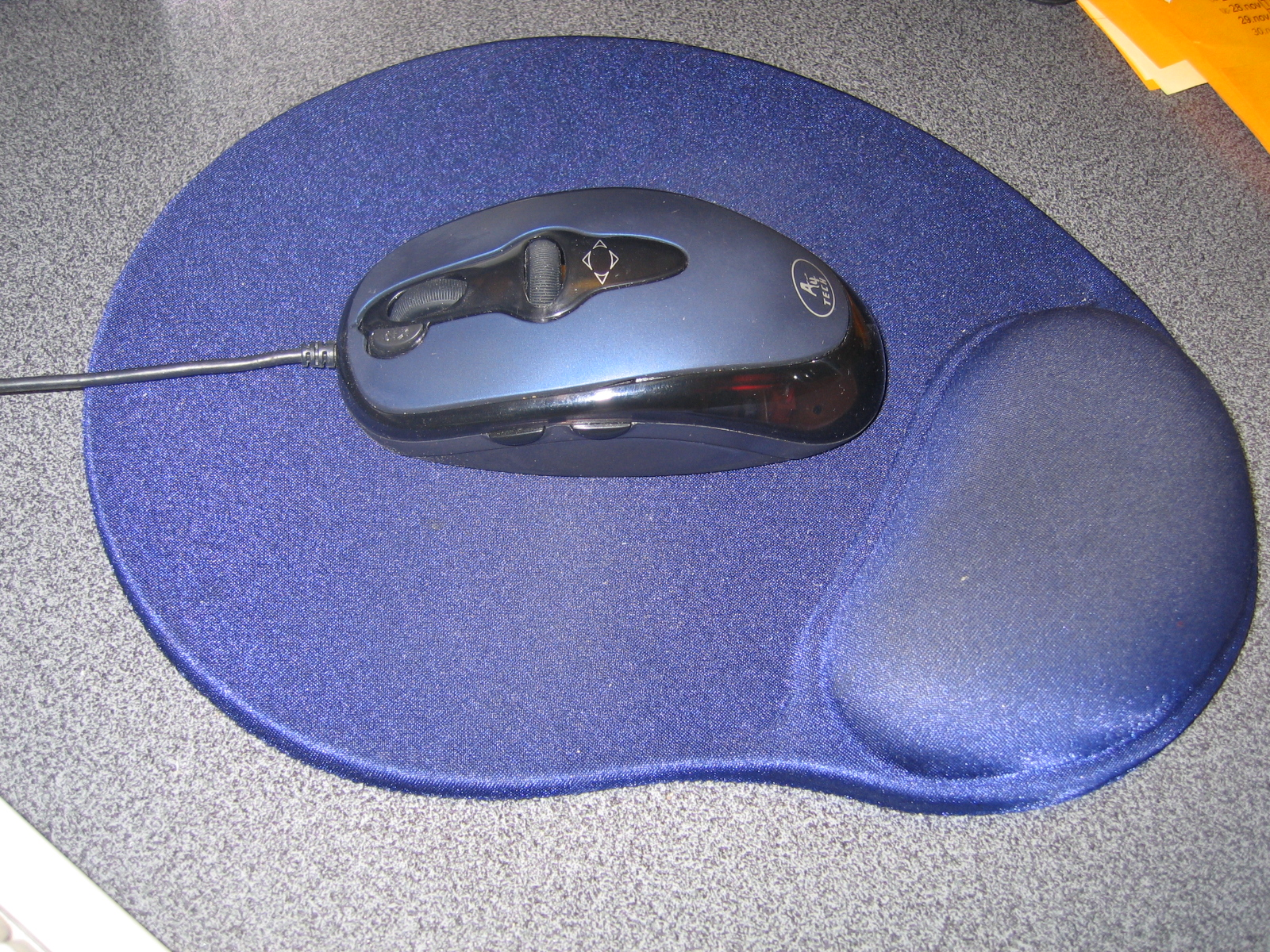
Ratón óptico con dos ruedas de desplazamiento (vertical y horizontal), sobre un mousepad o alfombrilla ergonómica.

La rueda de desplazamiento (scroll wheel) o rueda del ratón (mouse wheel) de computadora, es el disco de plástico duro o goma dura, perpendicular a la superficie del ratón de computadora.
Normalmente está ubicada entre medio de los botones izquierdo y derecho del ratón.

## Funcionalidad
Se utiliza para el desplazamiento (scroll).
También se puede usar como un tercer botón del ratón, pulsando sobre el mismo.
Algunos ratones modernos pueden desplazarse tanto horizontal como verticalmente, usando una rueda de inclinación de desplazamiento (introducido por Microsoft) o una bola de desplazamiento o trackball (que se encuentran en Apple Mighty Mouse). Los ratones Logitech MicroGear (como el MX Revolution y el VX Revolution) utilizan una rueda de desplazamiento de 14 g que puede preservar el momento de inercia como un volante de inercia y que se puede utilizar para desplazarse rápidamente a través de largas páginas y listas. El mouse Orbita, de Cyber Sport, adopta un nuevo enfoque con su capacidad de desplazamiento continuo, logrado mediante el empleo de la misma rueda del ratón que gira sobre una base de rodamiento de bolas.
Las ruedas de desplazamiento son prevalentes en los ratones de computadoras modernas. Para muchos usuarios, se han convertido en parte integrante de la interfaz del equipo. Sin embargo, todavía quedan algunos antiguos ratones sin ruedas.
Las ruedas de desplazamiento también se puede encontrar en algunos dispositivos de mano, como los reproductores portátiles de audio digital, PDA, o en teléfonos móviles, tales como en los primeros modelos de Sony y en los dispositivos de BlackBerry. En Apple iPod, la rueda de desplazamiento sensible al tacto utiliza tecnologías de Synaptics (en lugar de ser mecánica).

## Otras aplicaciones
En muchas aplicaciones (por ejemplo, Internet Explorer, Mozilla Firefox, Opera y Google Chrome) el mantener pulsada la Ctrl mientras se gira la rueda de desplazamiento, hace que el tamaño del texto aumente o disminuya, o que se aplique el zoom digital a una imagen en un programa editor de imágenes o de visualización de mapas, si tal función está disponible.